# Loire 70
Die Loire 70 ist ein französisches Flugboot für die Seefernaufklärung. Es entstand in den 1930er Jahren und wurde noch in der Anfangsphase des Zweiten Weltkriegs eingesetzt.

## Entwicklung
Die Loire 70 entstand nach einer 1932 ausgegebenen Forderung der französischen Marine für ein Langstrecken-Aufklärungsflugboot. Der Erstflug des Prototyps fand am 28. Dezember 1933 statt. Er wurde anschließend ausgiebigen Tests unterzogen, in deren Verlauf zwei zusätzliche Seitenleitwerksflossen auf der Höhenflosse montiert wurden. Weiterhin wurde der im Bug befindliche offene Abwehrstand durch eine Kanzel für den Navigator/Bombenschützen ersetzt und mit einer geschlossenen Haube versehen. Die verwendeten drei Gnome-Rhône-Sternmotoren mit 550 PS, von denen der mittlere in Druck- und die anderen beiden in Zugkonfiguration in Gestellen auf dem Oberflügel aufgesetzt waren, wurden als zu schwach empfunden und durch stärkere Antriebe mit 740 PS vom gleichen Hersteller ersetzt. Mittlerweile war 1934 eine Bestellung der Marine über sieben Serienmodelle eingegangen, die inklusive des umgerüsteten Prototyps zwischen Juni 1937 und Juni 1938 ausgeliefert wurden. Sie wurden in der Escadrille E 7 zusammengefasst und im tunesischen Karouba stationiert, von wo aus sie Einsätze ausschließlich über dem Mittelmeer durchführten. Bei Kriegsausbruch im September 1939 waren davon noch vier Loire 70 einsatzbereit, die in den folgenden Monaten etwa 70 Patrouillenflüge im angrenzenden Seegebiet durchführten. Am 12. Juni 1940 wurden drei der vier Flugzeuge bei einem italienischen Luftangriff auf den Stützpunkt zerstört. Die Fernaufklärungsstaffel E 7 wurde deshalb im darauffolgenden August aufgelöst. Über den weiteren Verbleib der letzten Loire 70 ist nichts bekannt.

## Aufbau

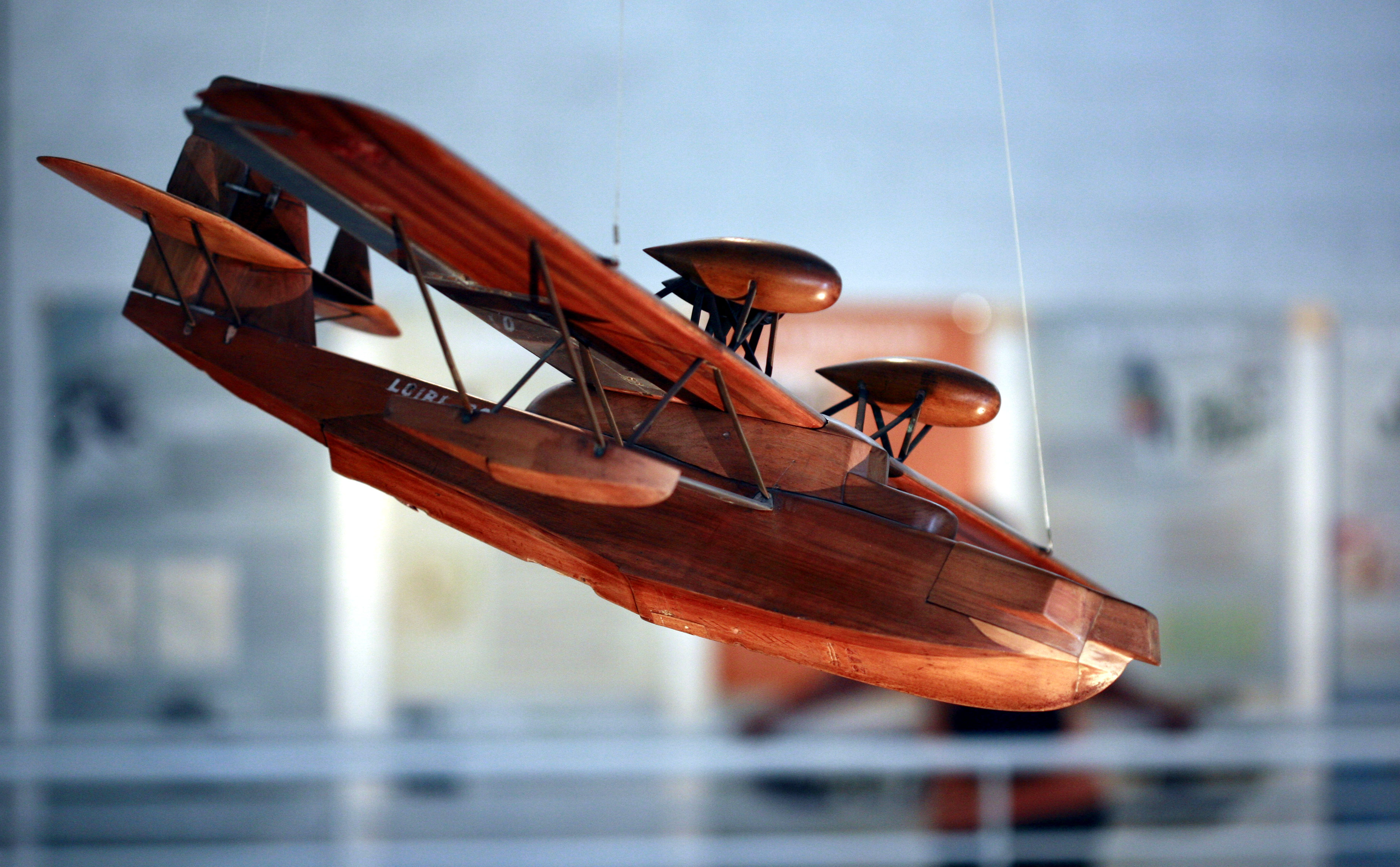
Hölzernes Windkanalmodell der Loire 70

Die Loire 70 ist ein abgestrebter Schulterdecker. Sie besteht aus einem gekielten, zweistufigen Bootsrumpf in Ganzmetallbauweise, an dem sich beidseitig zwei durch Streben verbundene einstufige Metallstützschwimmer befinden. Er ist mit einer Bordküche und einem Waschraum ausgestattet. Der Tragflügel besteht aus einem vierteiligen Metallgerüst, dessen zwei innere Teile mit Aluminium beplankt und die beiden äußeren mit Stoff bespannt sind. Er ist durch Streben sowohl mit dem Rumpf als auch mit den Schwimmern verbunden. Auf dem Mittelstück sind die drei Triebwerke auf Streben aufgesetzt befestigt; die beiden äußeren mit Luftschrauben in Zug-, beim hinteren mittig in Druckanordnung. Im Mittelstück sind ebenfalls die Tanks untergebracht, deren Fassungsvermögen anfangs 3200 l betrug, das aber später auf 4200 l erweitert wurde. Das Leitwerk ist in Normalbauweise ausgeführt, ist abgestrebt und besteht ebenfalls aus einem Metallgerüst mit Stoffbespannung. Die Seitenflosse ist zweigeteilt, wobei der untere Teil mit dem Rumpf eine Einheit bildet, auf dem die Höhenflosse und das obere Seitenflossenteil aufgesetzt sind.

## Technische Daten
| Kenngröße             | Daten |
| --------------------- | --- |
| Besatzung             | 6–8 |
| Länge                 | 19,50 m |
| Spannweite            | 30,00 m |
| Höhe                  | 6,75 m |
| Flügelfläche          | 136,00 m² |
| Flügelstreckung       | 6,6 |
| Rüstmasse             | 5.900 kg |
| Leermasse             | 6.500 kg |
| Zuladung              | normal 4.600 kg maximal 5600 |
| Startmasse            | normal 10.500 kg maximal 11.500 kg |
| Flächenbelastung      | 77,1 kg/m² |
| Leistungsbelastung    | 6,3 kg/PS |
| Flächenleistung       | 12,1 PS/m² |
| Antrieb               | drei luftgekühlte Neunzylinder-Sternmotoren mit Dreiblatt-Ganzmetalluftschrauben Ratier                                                                                  |
| Typ                   | Gnome-Rhône 9 Kbr mit je 550 PS (405 kW), später Gnome-Rhône 9 Kfr mit je 740 PS (544 kW)                                                                                |
| Kraftstoffvolumen     | 3200–4200 l |
| Höchstgeschwindigkeit | 235 km/h in Bodennähe 232 km/h in 1.000 m Höhe |
| Marschgeschwindigkeit | 190 km/h in 1.000 m Höhe 165 km/h (wirtschaftlich) |
| Steiggeschwindigkeit  | 180 m/min |
| Startzeit             | 22 s bei 10.500 kg Startmasse |
| Gipfelhöhe            | praktisch 4250 m absolut 5600 m |
| Reichweite            | 1.900 km bei 10.500 kg Startmasse 2.500 km bei 11.500 kg Startmasse |
| Aktionsradius         | normal 800 km maximal 1.200 km |
| Flugdauer             | 10 h bei 190 km/h 18,2 h bei 165 km/h |
| Bewaffnung            | ein bewegliches 7,5-mm-Zwillings-MG im Rumpfbug ein bewegliches 7,5-mm-Zwillings-MG im Rumpfrücken ein bewegliches 7,5-mm-MG im Rumpfboden hinter der zweiten Bootsstufe |
| Abwurfmunition        | 600 kg Bomben oder vier 75-kg-Wasserbomben (praktisch) 1500 kg Bomben oder zwei Torpedos (projektiert)                                                                   |